# 도마산초등학교
도마산초등학교는 대한민국 경기도 파주시에 있는 공립 초등학교이다.

## 학교 연혁
- 1949. 09. 01 신산국민학교 도마산 분실
- 1959. 04. 22 도마산 분교 승격
- 1959. 06. 10 도마산초등학교 승격
- 1970. 09. 01 10학급 편성
- 1985. 03. 01 병설유치원 개원
- 2013. 03. 01 제19대 지익종 교장 취임
- 2015. 02. 13 제56회 졸업식(졸업생 9명, 총 졸업생 1907명)
- 2015. 03. 01 6학급 편성(병설유치원 1개반)